# Ceftobiprol
Ceftobiprol [Markennamen: Zevtera (D, A, CH) und Mabelio (BE, F); Zulassungsinhaber: Basilea Pharmaceutica] ist ein Antibiotikum aus der Gruppe der Cephalosporine. Die bakterizide Wirkung erfolgt, wie bei anderen β-Lactam-Antibiotika auch, durch Hemmung der bakteriellen Zellwandsynthese. Als Cephalosporin der 5. Generation ist Ceftobiprol im Gegensatz zu den meisten anderen β-Lactam-Antibiotika auch gegen MRSA wirksam. 
Im gramnegativen Spektrum zeigt Ceftobiprol eine gute in-vitro Aktivität gegen Haemophilus influenzae (inkl. Ampicillin-resister Stämme), Pseudomonas aeruginosa und Enterobacterales wie Escherichia coli, Klebsiella pneumoniae und Proteus mirabilis. Wie für Cephalosporine üblich, ist Ceftobiprol nicht wirksam bei Erregern, die eine Extended Spectrum β-Lactamase aufweisen.
Ceftobiprol ist zugelassen für die Behandlung von nosokomial und ambulant erworbenen Pneumonien (mit Ausnahme von beatmungsassoziierten Pneumonien) bei Erwachsenen. Ceftobiprol kann nur parenteral verabreicht werden. Auch in der Behandlung von komplizierten Haut- und Weichteilinfektionen legen Studien einen Nutzen nahe; ein EU-Zulassungsantrag von Janssen-Cilag für diese Indikation scheiterte 2010 jedoch daran, dass die Zulassungsstudien an einigen Prüfzentren nicht gemäß den Richtlinien der guten klinischen Praxis (GCP) durchgeführt worden waren.

Struktur des Prodrugs Ceftobiprolmedocaril

Arzneilich verwendet wird aufgrund der besseren Wasserlöslichkeit das Natriumsalz des Ceftobiprolmedocarils. Ceftobiprolmedocaril ist ein Prodrug, aus dem in vivo durch Hydrolyse das aktive Ceftobiprol entsteht.